# Operation SE
Südliche Salomonen

1942

Tulagi –
Guadalcanal

1943

Operation I –
Operation Vengeance –
Operation SO und SE
Zentral-Salomonen

1943

New Georgia –
Kula-Golf –
Kolombangara –
Vella-Golf –
Dogeared –
Vella Lavella –
Operation SE
Nördliche Salomonen

1943–1945

Treasury-Inseln –
Choiseul –
Kaiserin-Augusta-Bucht –
Bougainville –
Green Islands
Die Operation SE war die Evakuierung der japanischen Truppen von den Inseln Kolombangara und Vella Lavella in den Salomonen vom 25. September bis zum 7. Oktober 1943 während des Pazifikkriegs im Zweiten Weltkrieg.

## Vorgeschichte
Kolombangaras dschungelbedeckte Berghänge erheben sich zu einem wolkenverhangenen Gipfel auf 1.770 Meter über dem Meeresspiegel, der ihn über den umliegenden Atollen aufragt.
Die japanische Armee besetzte am 23. Februar 1943 Kolombangara unter dem Kommando von Generalmajor Minoru Sasaki mit 2.000 Mann der 7. Yokosuka Speziallandungseinheit und einem Bataillon von Generalleutnant Hidemitsu Nakanos 51. Division. An der leicht vorspringenden Südostküste der Insel bei Vila bauten sie anschließend eine Landebahn. Das Armeebataillon wurde im April desselben Jahres durch ein einzelnes Bataillon von Generalleutnant Masatane Kandas 6. Division abgelöst. Bis Mitte 1943 war die japanische Garnison auf eine Gesamtstärke von etwa 12.400 Mann angewachsen.
Die Einheiten unter Minoru Sasaki waren mit der Durchführung von Verzögerungsaktionen auf den Inseln New Georgia und Arundel, südlich von Kolombangara beauftragt.

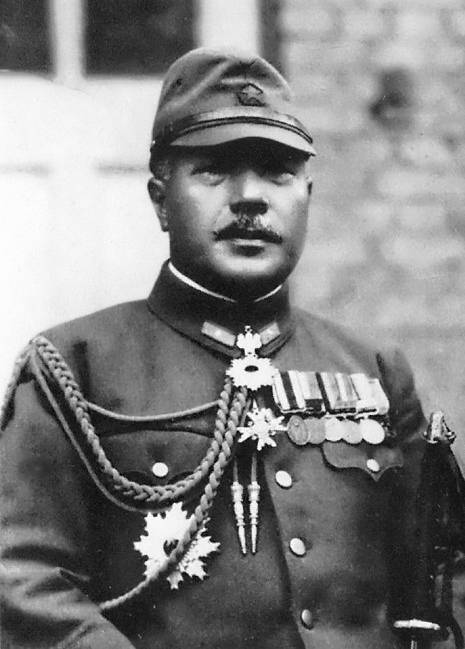
Generalmajor Minoru (Noburu) Sasaki

## Kolombangara
Nachdem die amerikanischen Streitkräfte die Operation Watchtower auf Guadalcanal Anfang Februar 1943 erfolgreich beendet hatten und entlang der Kette der Salomonen-Inseln nach Nordosten vordrangen, erwarteten die Japaner, dass die Amerikaner auf Kolombangara landen und von dort nach New Georgia vorstoßen würden.
Doch die Amerikaner griffen zuerst New Georgia an. Nachdem die Amerikaner den Flugplatz Munda auf New Georgia eingenommen hatten (→ Schlacht um New Georgia), musste sich Sasaki am 5. August 1943 mit allen Einheiten nach Kolombangara zurückziehen. Erhaltene Dokumente weisen darauf hin, dass er das 13. und 229. Infanterieregiment, das 10., 52. und 58. Artilleriebataillon, die 17. Militärpolizei (Kempeitai) und die 8. Speziallandungseinheit der Kaiserlich Japanischen Marine von den Einsätzen auf den umliegenden Inseln abzog.
Trotz aller japanischen Befürchtungen, dass auf Kolombangara als Nächstes eine amerikanische Landung erfolgen würde, umgingen diese die Insel und landeten anschließend während der Operation Dogeared am 15. August 1943 auf der nur leicht besetzten Insel Vella Lavella.
Unterdessen bauten die Japaner ihre Streitkräfte auf Kolombangara weiter aus. Die Nordostküste der Insel wurde zum Regimentshauptquartier des 229. Infanterieregiments und die Südküste beherbergte eine kombinierte Präsenz von Armee und Marine, die sich auf einen Flugplatz neben dem Fluss Vila konzentrierte.

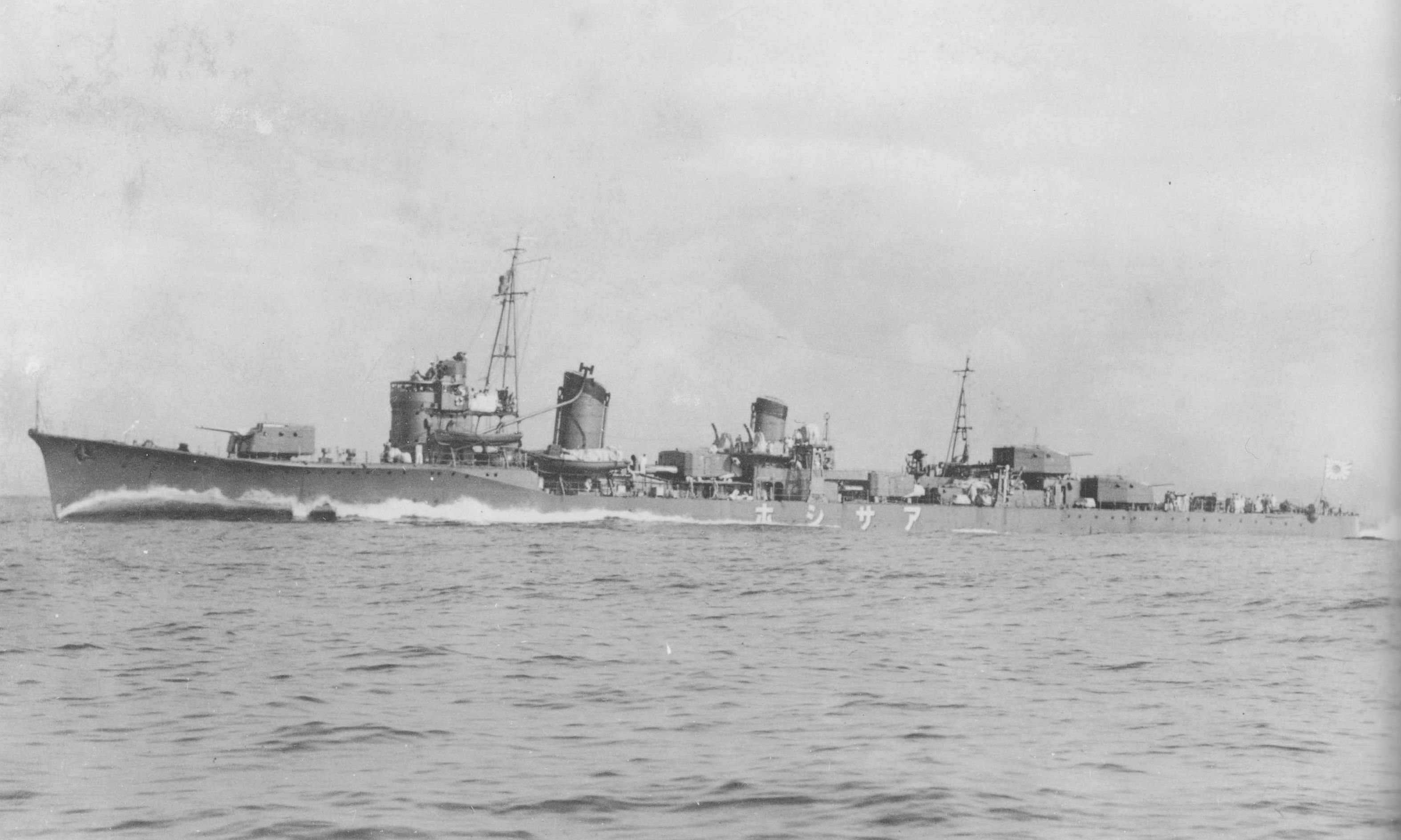
Der Zerstörer Asashio

### Seeschlachten
Auf Kolombangara fanden keine Landkämpfe statt, aber es gab zwei Seeschlachten und ein kleineres Seegefecht vor der Insel, bevor die Japaner mit der Evakuierung begannen. Das erste davon war das kleine Gefecht im Golf von Kula, das schon im März 1943 stattfand, wobei die zwei japanischen Zerstörer Minegumo and Murasame von einer amerikanischen Flotte, bestehend aus Leichten Kreuzern und einigen Zerstörern angegriffen wurden. Sie befanden sich auf einer Nachschubfahrt von den Shortland-Inseln kommend. Die Minegumo wurde wiederholt getroffen und sank, etwas später auch die Murasame. Von 349 Mann der Besatzungen schafften es 175 nach Kolombangara zu schwimmen.
Die zwei erwähnten Seeschlachten waren die Schlacht im Kula-Golf, die am frühen Morgen des 6. Juli vor der Küste von Kolombangara stattfand, sowie die Schlacht bei Kolombangara in der Nacht vom 12. auf den 13. Juli. Beide Seeschlachten waren Angriffe auf japanische Nachschubfahrten des sogenannten Tokyo Express. Von den 2.600 Mann Verstärkungstruppen der Japaner konnten nach der ersten Schlacht nur 850 Soldaten ans Ziel gebracht werden, aber gleich zu Beginn der letztgenannten Schlacht hatten die japanischen Zerstörertransporter ihren Kurs geändert und konnten vor dem Rückzug 1.200 Soldaten an der Westküste von Kolombangara bei Vila anlanden.

### Vorrücken der Amerikaner und Evakuierung von Kolombangara
Unterdessen verbrachten die Amerikaner die letzte Augustwoche und den gesamten September damit, die zuvor gewonnenen Stellungen zu festigen und auszubauen und strategische Vorteile auszunutzen, die durch das Umgehen feindlicher Stellungen südlich und östlich von Vella Lavella gewonnen wurden. Außer der starken japanischen Garnison auf Kolombangara hielten sich entschlossene feindliche Truppen in Bereichen an der Nordostküste von Arundel und an Stützpunkten von geringerer Bedeutung in Ganongga südwestlich von Vella Lavella und im Osten auf Santa Isabel fest. Zudem verlegten die Amerikaner in der Blackett-Straße, die westlich und südlich von Kolombangara in den Vella Golf mündet, Ende August ein neues Minenfeld. Während der Verminungsarbeiten wurden die zur Deckung abgestellten Zerstörer von etlichen japanischen Flugzeugen in der Nähe der Mündung des Golfs angegriffen. Da die Japaner sich nur auf die Zerstörer konzentrierten, gelang die Verminung ohne Unterbrechung. Allerdings kollidierten beim anschließenden Rückzug die beiden Zerstörer Preble und Montgomery und wurden dabei schwer beschädigt. Trotz eines erneuten Flugzeugangriffs und Beschuss von einer Küstenbatterie gelang es den Schiffen zu entkommen.

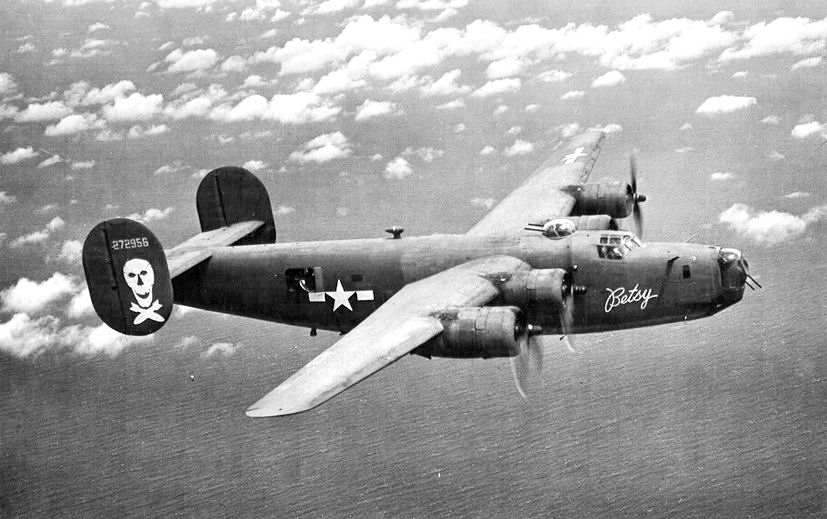
B-24 Liberator

Japanische Nachschublager und Stellungen im südlichen Kolombangara, von Surumuni Cove im Osten bis Ringi Cove im Westen, waren fast täglich Luftangriffen ausgesetzt. Die Landebahn von Vila, das häufigste Ziel, wurde den ganzen September hindurch von Bombengeschwadern attackiert, so dass sie in einem fast unbrauchbaren Zustand war. Am Nachmittag des 4. September trafen 91 Sturzkampfbomber, Torpedobomber und mittlere Bomber das Gebiet von Vila und die Bucht von Dulo. Ein weiterer Angriff von neun Consolidated B-24 folgte wenige Minuten später. Am nächsten Tag trafen erneut schwere Bomber und Sturzkampfbomber Vila. Kurz vor Mittag des 7. Septembers bombardierten 23 North American B-25 das große Munitionsdepot und die Versorgungsgebiete östlich von Ringi Cove, legten Brände, gefolgt von Corsairs in der Abenddämmerung mit einem Tiefflugangriff auf Ringi und Webster Cove. Am 8. September bombardierten zwölf B-25 die Landebahn von Vila und am 9. September zerstörten 30 SBDs, 23 TBFs und zwölf B-25 die Vila-Geschützstellungen, wobei sie von Jägern aus Munda gedeckt wurden. Am Mittag des folgenden Tages griffen 16 B-25 das Lastkahn- und Biwakgebiet westlich von Dulo Cove an, wobei ein mögliches Munitionslager explodierte. Nur eine halbe Stunde später beschossen 20 SBDs dasselbe Gebiet. 24 SBDs und 15 TBFs beschossen und bombardierten am 11. September gegen Mittag feindliche Stellungen bei Bambari, Parapatu und Surumuni. Dem folgte fünfzehn Minuten später ein Angriff von 18 B-25 auf Geschützstellungen nordöstlich von Vila.
Am 15. September beschlossen die Japaner den Rückzug von Kolombangara und verlegten ab dem 25. September unter dem Befehl des Kommandanten des 3. Zerstörergeschwaders Konteradmiral Baron Injuin Matsui während der Operation SE etwa 100 Daihatsu-Landungsboote und andere kleine Schiffe an die Nordküste von Kolombangara, um die Garnison von Sasaki zu evakuieren. Die Deckung übernahmen 11 Zerstörer und die U-Boote Ro-105, Ro-106 und Ro-109, von denen eines den amerikanischen Leichten Kreuzer Columbia angriff, aber verfehlte.

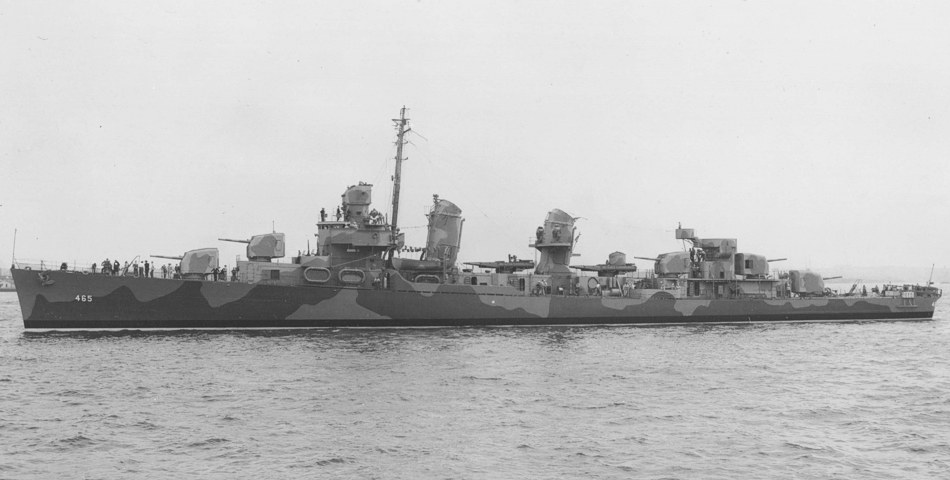
Die USS Saufley, ein Zerstörer der Fletcher-Klasse. Zu diesen 175 gebauten Zerstörern gehörten fast alle zur Blockade eingesetzten Schiffe.

Zur Blockade von Kolombangara beorderten die Amerikaner einige ihrer Zerstörer vor die Küste. Am 27. und 28. September waren dies die Zerstörer Charles Ausburne, Foote, Dyson, Spence und Claxton. Am 29. und 30. September übernahmen die Aufgabe die Patterson, Foote, McCalla und Ralph Talbot. Die Blockade am 1. und 2. Oktober führten die Waller, Eaton, Saufley, Cony, Radford und Grayson durch. Ihnen folgten am nächsten Tag die Ralph Talbot, Taylor und Perry, sowie am 3. und 4. Oktober wiederum Saufley, Radford und Grayson.
Obwohl während der Operation SE etwa ein Drittel der kleinen Fahrzeuge und 1.000 Männer den US-Zerstörern zum Opfer fielen, konnten die Japaner etwa 9.400 Mann in Zerstörern, Schnelltransportern, Sturmbooten und anderen Fahrzeugen evakuieren.

## Evakuierung von Vella Lavella
Nach den Niederlagen auf New Georgia und in der Schlacht im Vella-Golf Anfang August 1943 hatten die Japaner ihre verbliebenen Garnisonen im zentralen Sektor der Salomonen-Gruppe evakuiert und einen Zwischenposten für Evakuierungskähne bei Horaniu an der Nordspitze von Vella Lavella errichtet. Im Oktober befanden sich dort noch etwa 600 Mann, die auf ihre Evakuierung warteten. So wurde am 6. Oktober eine Gruppe von drei älteren Zerstörertransportern, der Fumizuki, Matsukaze und Yūnagi, begleitet von sechs modernen Zerstörern, der Akigumo, Isokaze, Yūgumo, Shigure, Kazagumo, und Samidare, unter dem Kommando von Injuin Matsui entsandt, um sie zu holen.

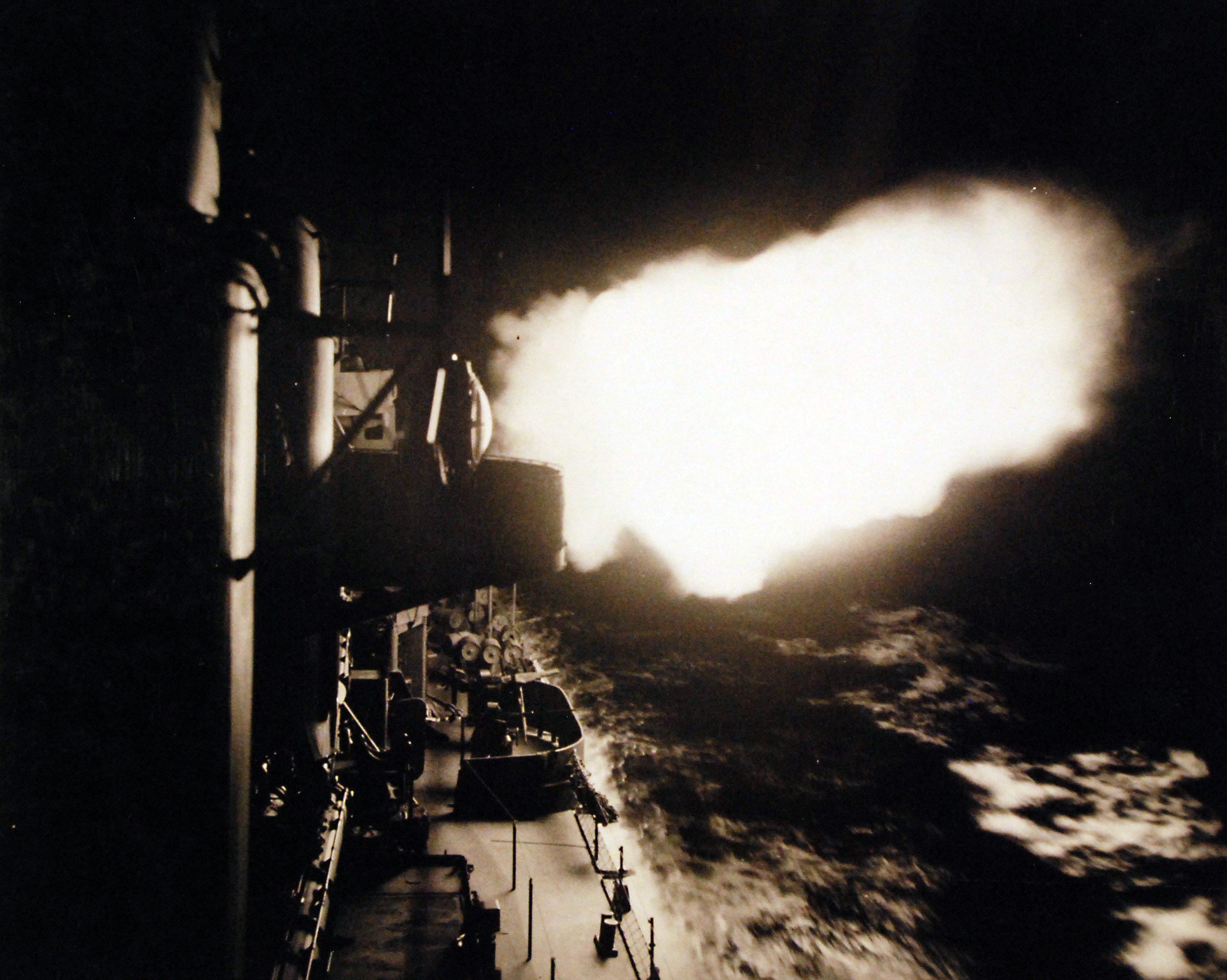
Ein amerikanischer Zerstörer feuert auf die japanischen Schiffe

In der Schlacht bei Vella Lavella, in der Nacht vom 6. auf den 7. Oktober, fingen drei amerikanische Zerstörer, die Selfridge, Chevalier und O'Bannon, die japanische Streitmacht ab, wobei die Yūgumo im Kampf versenkt wurde. Die drei amerikanischen Zerstörer wurden teils schwer beschädigt. Die Chevalier musste nach der Schlacht sogar versenkt werden. Am Morgen des 7. Oktober suchten vier PT-Boote die Gewässer nordwestlich von Vella Lavella ab und nahmen 78 Überlebende der Yūgumo auf, die sie nach Biloa auf Vella Lavella zurückbrachten, um sie der US-Armee zu übergeben. Während die Amerikaner Rettungs- und Bergungsoperationen durchführten, gelang es japanischen U-Boot-Jägern mit einer Transportergruppe an ihnen vorbeizukommen und 589 Soldaten von Vella Lavella zu evakuieren.
Die während der Operation SE evakuierten japanischen Einheiten wurden von den Zerstörern direkt nach Rabaul oder mit Bargen über Choiseul nach Bougainville gebracht. Dort kämpften viele von ihnen gegen die alliierten Truppen, die Anfang November des Jahres auf der Insel landeten (→ Bougainville-Kampagne).